# Trahom
 Trahomul, numit și conjuctivită granuloasă, oftalmie egipteană, și trahom ce duce la orbire este o boală infecțioasă provocată de bacteria Chlamydia trachomatis. Infecția generează formarea unei aspriri a suprafeței interioare a pleoapelor. Această asprire poate conduce la dureri ale ochilor, lezarea suprafeței exterioare a corneei ochilor și, posibil, la orbire.

## Cauze
Bacteria ce provoacă boala se poate răspândi atât prin contact direct, cât și indirect, cu ochii sau nasul unei persoane infectate. Contactul indirect include contactul cu hainele sau muștele care au atins ochii sau nasul unei persoane infectate. Multe dintre infecții se dezvoltă, de obicei, de-a lungul unei perioade de ani de zile, înainte ca cicatricile pleoapei să devină atât de mari încât genele să înceapă să se frece de ochi. Copiii răspândesc boala mai des decât adulții. Igiena precară, locuitul mai multor persoane la un loc, apa curată insuficientă și toaletele insuficiente, măresc și ele răspândirea.

## Prevenire și tratament
Eforturile depuse pentru prevenirea bolii includ accesul la apă curată și reducerea numărului de persoane infectate, prin tratarea lor cu antibiotice. Aceasta poate include tratarea simultană a unor grupuri întregi de persoane, la care se știe că această boală apare în mod obișnuit. Numai spălatul nu este suficient pentru a preveni boala, dar poate fi util împreună cu alte măsuri. Opțiunile de tratament includ administrarea orală de azitromicină sau administrarea topică de tetraciclină. Azitromicina este de preferat, deoarece poate fi utilizată într-o singură doză orală. După ce a avut loc cicatrizarea pleoapei este posibil să fie necesară intervenția chirurgicală pentru corectarea poziției pleoapelor și prevenirea orbirii.

## Epidemiologie
La nivel mondial, aproximativ 80 de milioane de persoane au o infecție activă. În unele zone, infecțiile pot fi prezente în 60–90% dintre copii și, de obicei, acestea le afectează mai mult pe femei decât pe bărbați, posibil din cauza contactului lor direct cu acești copii infectați. Boala este cauza slăbirii vederii a 2,2 milioane de oameni, dintre care 1,2 milioane de oameni sunt complet orbi. Boala se manifestă în mod obișnuit în 53 de țări din Africa, Asia și America Centrală și de Sud, 230 de milioane de oameni fiind în pericol de a o contracta. Are ca rezultat pierderi economice de 8 miliarde USD pe an. Aparține unui grup de boli cunoscute sub numele de boli tropicale neglijate.